# Jacob Cassel
Jacob Cassel, född 8 februari 1697 i Asby församling, Östergötlands län, död 28 april 1740 i Stens församling, Östergötlands län, var en svensk präst.

## Biografi
Jacob Cassel föddes 1697 i Asby församling. Han var son till borgaren och oxhandlaren Leonard Cassel och Sara Hierstadius i Eksjö. Cassels far blev senare lantbrukare på Lindekullen i Harstads socken. Cassel blev höstterminen 1716 student vid Uppsala universitet  där han var musikstipendiat 1721-1722 under director musices Eric Burman och 1725 vid Lunds universitet. Han avlade 1726 magisterexamen och prästvigdes 18 december 1728. Cassel blev 1734 rektor vid Skänninge trivialskola och blev 1737 kyrkoherde i Stens församling, Stens pastorat. Han avled 1740 i Stens församling och begravdes i Vadstena klosterkyrka.

### Familj
Cassel gifte sig 1728 med Margareta Vendela Erhardt (1708–1794). Hon var dotter till kronobefallningsmannen i Göstrings härad Peter Erhardt och Susanna Maria Ekholm. De fick tillsammans barnen auditören Pehr Cassel (1729–1808) vid Östgöta infanteriregemente, inspektoren Leonard Cassel (född 1731) vid gevärsfaktoriet i Norrköping, provinsialläkaren Carl Johan Cassel (1734–1809) i Östergötland, Sara Maria Cassel (1738–1739) och Samuel Jacob Cassel (född 1739).